# Водеяры

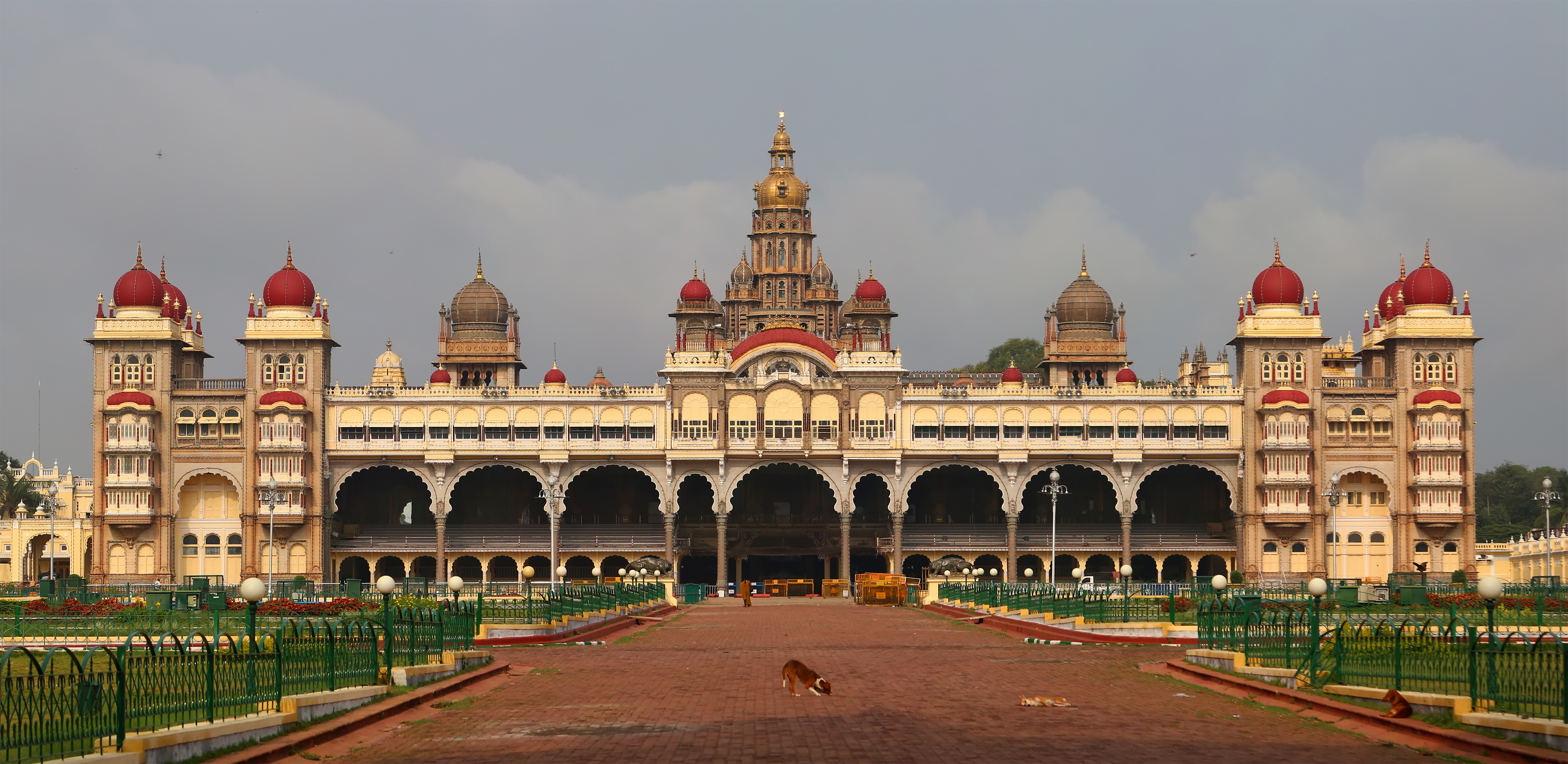
Майсурский дворец, резиденция махараждей Майсура из династии Водеяров

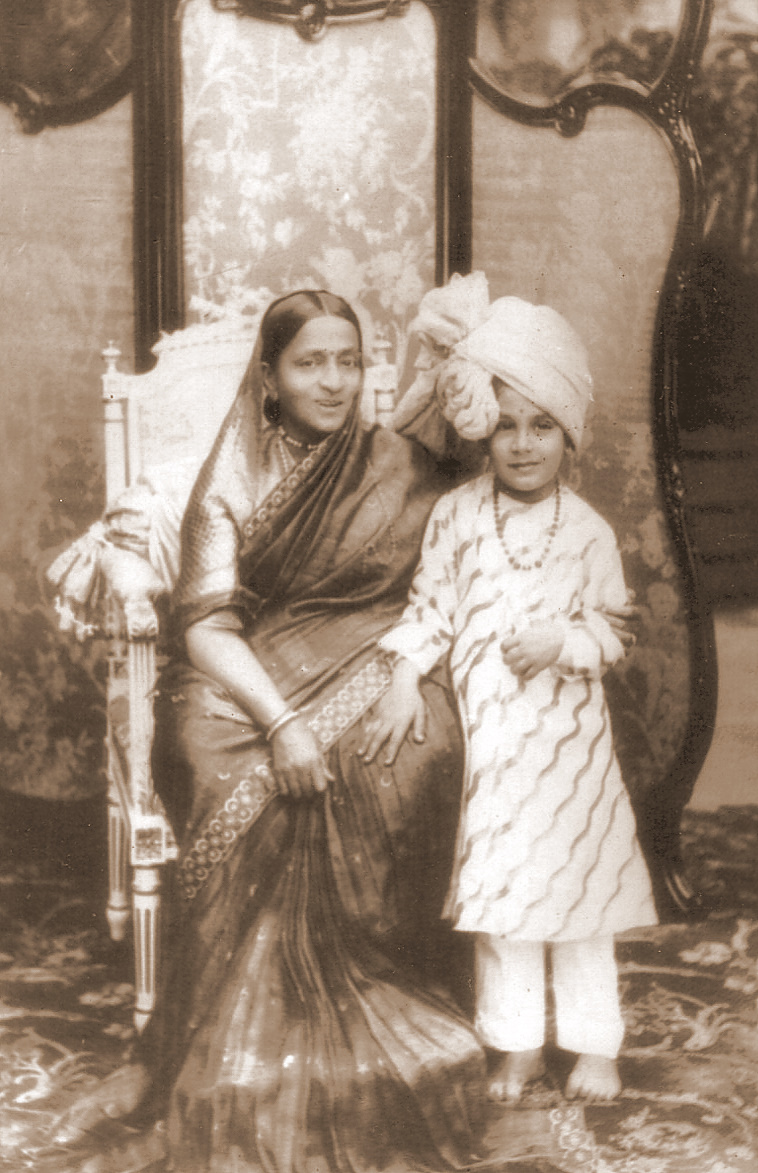
Махарани Вани Виласа Саннидхана с внуком Шрикантадаттой Нарасимхараджой Водеяром

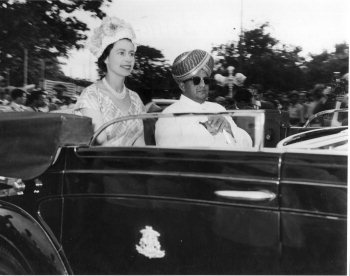
Последний махараджа Майсура Джаячамараджендра Водеяр и королева Великобритании Елизавета II

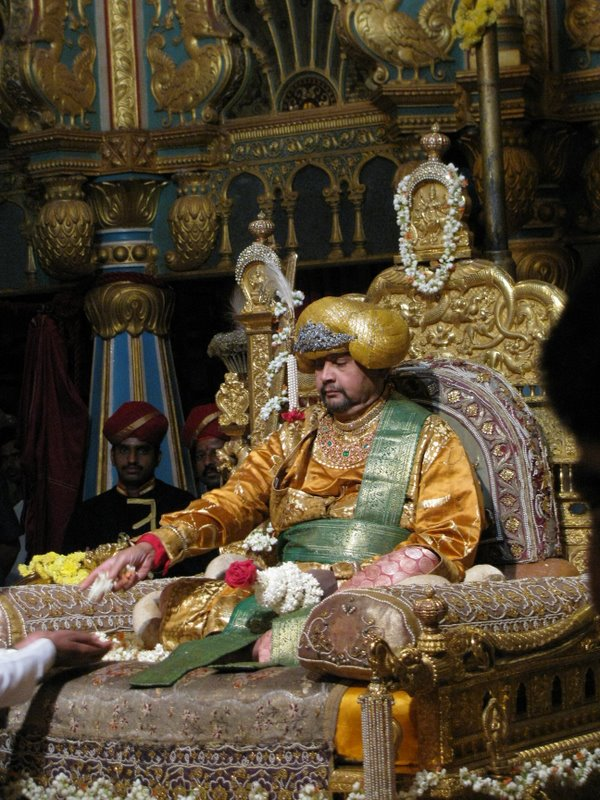
Шрикантадатта Нарасимхараджа Водеяр (1953—2013), титулярный махараджа Майсура и глава дома Водеяров (1974—2013)

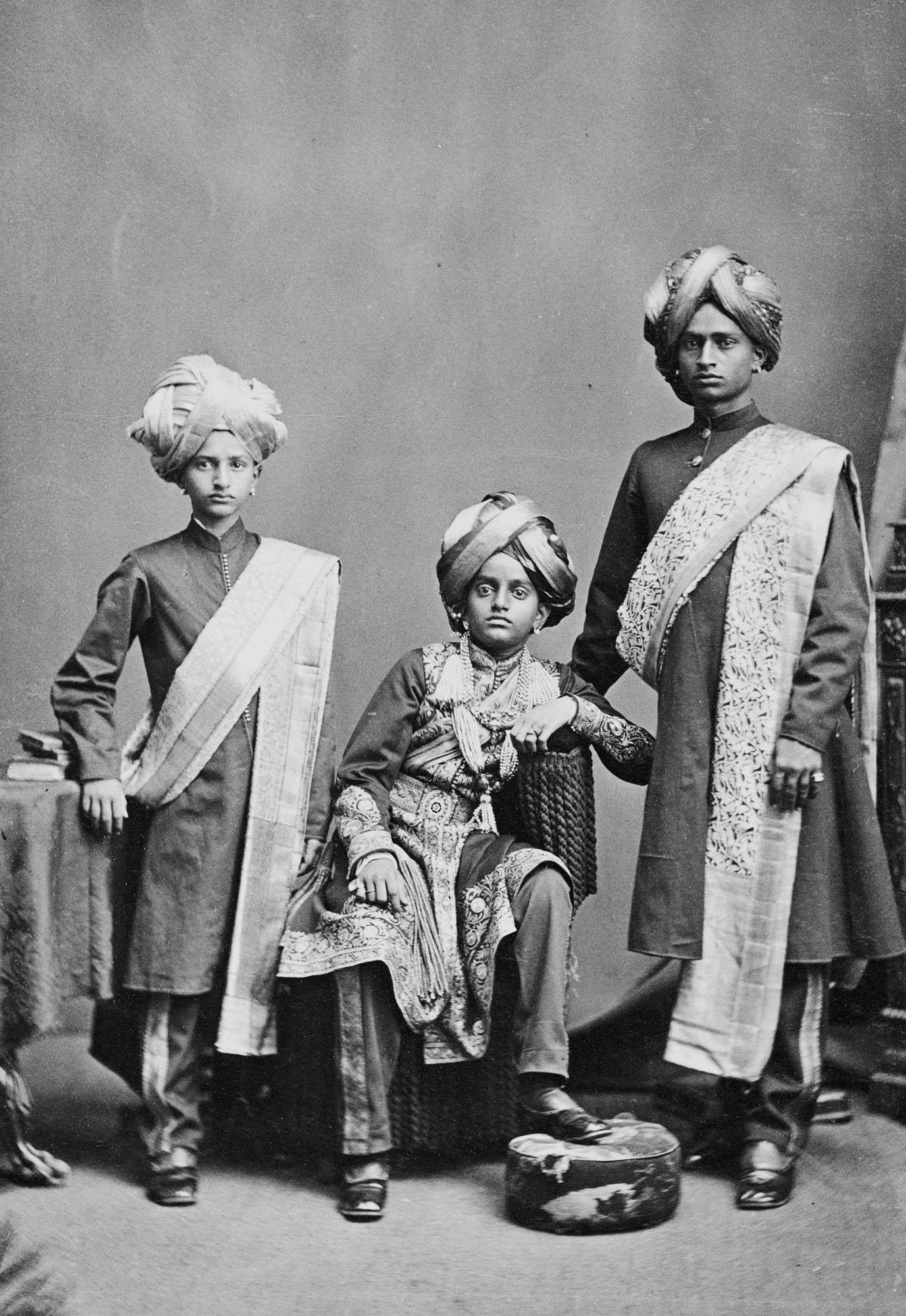
Принц Кришнараджа Водеяр IV с двумя другими принцами, 1887 год

Династия Водеяр, Вадияр или Одеяр — индуистская династия махараджей Майсура, которая правила с 1399 по 1950 год, с кратким перерывом (1761—1799). Княжество Майсур было включено в состав Индийского Союза после ее независимости от Великобритании.

## Имя
Слово "Вадияр "(канн. ಒಡೆಯರ್) на языке каннада означает «господин» или «владение». Исторические записи используют термин «Водеяр», когда речь заходит о членах королевской семьи династии. В более современной транслитерации языка каннада также используется вариация «Одеяр».

## История
Согласно легенде, Водеяры прослеживают свою родословную до рода Ядава (или Ядав) Кришны Ядуванши и прибыли из Двараки, и, увидев естественную красоту этого места, сделали Майсур своей резиденцией. Однако историки Шьям Прасад, Нобухиро Ота, Дэвид Лиминг, Айя Икегамэ вместо этого предполагают, что Водеяры были местными феодалами, которые приняли пураническую легенду, чтобы заявить о себе как о прямых потомках легендарной Лунной династии. Династия была основана в 1399 году Ядураей Водеяром. Он правил Майсуром в качестве вассала Виджаянагарской империи до 1423 года. После Ядурайя Водеяра Майсурским княжеством правили его потомки. Княжество оставалось довольно небольшим в этот ранний период и входило в состав Виджаянагарской империи. После падения империи Виджаянагара в 1565 году, Княжество Майсур стало независимым и оставалось таковым до 1799 года.
Во время правления Кришнараджи Водеяра III (1799—1868) регион перешел под контроль Британской империи. Его преемники изменили английское написание своего королевского имени на Вадияр и приняли титул Бахадура. Последние два монарха династии, Кришнараджа Водеяр IV и Джаячамараджендра Водеяр, также были награждены Большим крестом Ордена Британской империи.

## Расширение
Виджаянагарская империя распалась в 1565 году. Вакуум власти, созданный вскоре после этого, был использован Раджой Водеяром (правил 1578—1617). Он расширил границы Майсурского королевства и в 1610 году перенес столицу из Майсура в Шрирангапатну — остров, образованный рекой Кавери, которая обеспечивала естественную защиту от военных нападений.
Более поздние известные правители династии включали Кантираву Нарасараджу I (правил в 1638—1659), который расширил границы Майсурского королевства до Тричи в штате Тамилнад. Династия достигла своего пика при Чикка Деварадже (правил 1673—1704), который реформировал управление княжеством, разделив ее на 18 департаментов (называемых чавадис), а также ввёл последовательную систему налогообложения.
С 1761 по 1799 год правление династии было в основном номинальным, а реальная власть находилась в руках далвая, или главнокомандующего, Хайдера Али (1761—1782) и его сына Типу Султана (1782—1799), которые агрессивно расширяли королевство, но вступали в конфликт с Британской Ост-Индской компанией. После того, как Типу Султан был убит британцами в битве при Шрирангапатне в 1799 году, Водеяры были восстановлены в уменьшенном королевстве.

## Британское правление
После восстановления Водеяров в 1799 году на княжеском троне Майсура, британцы перенесли столицу обратно в город Майсур из Шрирангапатны. Четырехлетний мальчик (Муммади) Кришнараджа Водеяр III, сын последнего царя Водеяра, Кхаса Чамараджа Водеяра VIII, был помазан как махараджа Майсура. Теперь Водеяры были вассалами Британской короны и должны были выплачивать ежегодную субсидию британцам. Однако британцы взяли на себя управление королевством под благовидным предлогом неуплаты субсидии махараджей Кришнараджой Водеяром III в 1831 году, и назначенные англичанами уполномоченные были тогда во главе княжества Майсур.
Британские комиссары управляли Майсуром в 1831—1881 годах. Марк Каббон (1834—1861) и Л. Б. Боуринг (1861—1870) — одни из самых известных комиссаров того периода.
В 1868 году британский парламент прислушался к просьбе махараджи и решил восстановить королевство для его приемного сына Чамараджа Водеяра IX (1868—1894). В 1881 году передача власти обратно к Водеярам возвестила важный этап в создании современного Майсура. Впервые в Индии демократические эксперименты были введены путем учреждения представительной ассамблеи. Следующий махараджа, Нальвади Кришна Раджа Водеяр (1894—1940), снискал великую славу святого Царя-Раджариши, и его княжество было провозглашено Рамараджьей Махатмой Ганди как идеальное царство, сравнимое с тем, которым правил исторический герой Бог Рама.
Под британской гегемонией Водеяры, освобожденные от забот о безопасности, обратили свое внимание на покровительство изящным искусствам. Они сделали Майсур культурным центром Карнатака, воспитав ряд известных музыкантов, писателей и художников.
Последним махараджей династии Водеяров был Джаячамараджендра Водеяр (1919—1974), который правил с 1940 года до обретения Индией независимости от британского владычества. В 1947 году, после того как Индия обрела независимость, он уступил свое княжество Индийскому Союзу, но продолжал оставаться махараджей до тех пор, пока Индия не стала республикой в 1950 году. Он получил должность — раджпрамукх — как глава штата Майсур в Республике Индия в 1950—1956 годах. После реорганизации индийских штатов на лингвистической основе он был назначен губернатором объединенного штата Майсур (нынешний штат Карнатака) в 1956 году и занимал этот пост до 1964 года.
Затем он был губернатором штата Мадрас (ныне Тамилнад) в течение двух лет (1964—1966). Индийская Конституция продолжала признавать его магараджей Майсура до 1971 года, когда Индира Ганди, тогдашний премьер-министр Индии, отменила титулы более чем 560 махараджей. Махараджа умер в 1974 году. Его единственный сын, Шрикантадатта Нарасимхараджа Водеяр (1953—2013), был членом индийского парламента в течение многих лет.